# 中央区 (以色列)
中央区（希伯来语：‎）是以色列六个行政区之一，首府拉姆拉，最大城市里雄萊錫安。
面积1,276km²；人口约161万（2005年），其中犹太人占88%、阿拉伯人占8%。